# Сезон ФК «Ворскла» 2008—2009
Сезон ФК "Ворскла" (Полтава) 2008-2009 — 12-й сезон полтавської команди у вищому футбольному дивізіоні України

## Склад команди
| №  | Поз. | Нац.               | Гравець            | Чемпіонат | Чемпіонат | Кубок | Кубок | Всього | Всього |
| №  | Поз. | Нац.               | Гравець            | Ігор      | Голів     | Ігор  | Голів | Ігор   | Голів  |
| -- | ---- | ------------------ | ------------------ | --------- | --------- | ----- | ----- | ------ | ------ |
| 12 | ВР   | Україна            | Сергій Долганський | 28        | -24       | 4     | 0     | 32     | 0      |
| 30 | ВР   | Україна            | Олег Остапенко     | 0         | 0         | 1     | 0     | 1      | 0      |
| 1  | ВР   | Україна            | Сергій Величко     | 2         | -2        | 0     | 0     | 2      | 0      |
| 33 | ЗХ   | Україна            | Андрій Бойко       | 7         | 1         | 0     | 0     | 7      | 1      |
| 4  | ЗХ   | Албанія            | Арменд Даллку      | 28        | 0         | 4     | 0     | 32     | 0      |
| 32 | ЗХ   | Хорватія           | Саша Джурічіч      | 3         | 1         | 1     | 0     | 4      | 1      |
| 5  | ПЗ   | Україна            | Олег Краснопьоров  | 28        | 0         | 4     | 0     | 32     | 0      |
| 8  | ПЗ   | Україна            | Денис Кулаков      | 26        | 1         | 5     | 1     | 31     | 2      |
| 25 | ПЗ   | Україна            | Геннадій Медведєв  | 23        | 0         | 4     | 0     | 27     | 0      |
| 23 | ЗХ   | Україна            | Євген Пєсков       | 1         | 0         | 1     | 0     | 2      | 0      |
| 20 | ЗХ   | Албанія            | Дебатік Цуррі      | 28        | 4         | 3     | 0     | 31     | 4      |
| 48 | ПЗ   | Україна            | Володимир Чеснаков | 14        | 0         | 5     | 0     | 19     | 0      |
| 37 | ЗХ   | Україна            | Григорій Ярмаш     | 23        | 0         | 3     | 0     | 26     | 0      |
| 70 | ПЗ   | Росія              | Дмитро Єсін        | 27        | 2         | 3     | 0     | 30     | 3      |
| 18 | ПЗ   | Україна            | Роман Безус        | 1         | 0         | 1     | 0     | 2      | 0      |
| 3  | ПЗ   | Північна Македонія | Філіп Деспотовскі  | 26        | 1         | 5     | 0     | 31     | 1      |
| 14 | ПЗ   | Україна            | Сергій Кравченко   | 17        | 4         | 2     | 2     | 19     | 6      |
| 7  | ПЗ   | Сербія             | Йован Марковскі    | 28        | 6         | 5     | 0     | 33     | 6      |
| 9  | ПЗ   | Україна            | Костянтин Ярошенко | 4         | 1         | 1     | 0     | 5      | 1      |
| 21 | ПЗ   | Хорватія           | Деніс Главіна      | 25        | 3         | 4     | 0     | 29     | 3      |
| 40 | НП   | Україна            | Роман Локтіонов    | 8         | 0         | 2     | 0     | 10     | 0      |
| 7  | НП   | Україна            | Василь Сачко       | 21        | 4         | 4     | 4     | 25     | 8      |
| 31 | НП   | Україна            | Олексій Чичиков    | 20        | 0         | 2     | 0     | 22     | 0      |
| 27 | НП   | Україна            | Ахмед Янузі        | 21        | 2         | 5     | 0     | 26     | 2      |

## Чемпіонат
| М  | Команда       | І  | В  | Н  | П  | РМ    | О  |
| -- | ------------- | -- | -- | -- | -- | ----- | -- |
|    | «Динамо»      | 30 | 26 | 1  | 3  | 71−19 | 79 |
|    | «Шахтар»      | 30 | 19 | 7  | 4  | 47−16 | 64 |
|    | «Металіст»    | 30 | 17 | 8  | 5  | 44−25 | 59 |
| 4  | «Металург» Д  | 30 | 14 | 7  | 9  | 36−27 | 49 |
| 5  | Ворскла       | 30 | 14 | 7  | 9  | 32−26 | 49 |
| 6  | «Дніпро»      | 30 | 13 | 9  | 8  | 34−25 | 48 |
| 7  | «Металург» З  | 30 | 12 | 9  | 9  | 29−30 | 45 |
| 8  | «Таврія»      | 30 | 10 | 7  | 13 | 41−45 | 37 |
| 9  | «Карпати»     | 30 | 8  | 10 | 12 | 33−39 | 34 |
| 10 | «Чорноморець» | 30 | 12 | 2  | 16 | 34−42 | 32 |
| 11 | «Арсенал»     | 30 | 8  | 8  | 14 | 26−33 | 32 |
| 12 | «Кривбас»     | 30 | 8  | 8  | 14 | 21−36 | 32 |
| 13 | «Зоря»        | 30 | 8  | 7  | 15 | 29−45 | 31 |
| 14 | «Іллічівець»  | 30 | 7  | 5  | 18 | 31−54 | 26 |
| 15 | ФК «Львів»    | 30 | 6  | 8  | 16 | 24−39 | 26 |
| 16 | ФК «Харків»   | 30 | 2  | 9  | 19 | 19−50 | 12 |

Позначення:
Примітка: згідно з п.2,3 статті 13 Регламенту Всеукраїнських змагань з футболу серед команд клубів «Прем'єр-ліги» України сезону 2008/2009 років у випадку рівності очок у двох (крім випадку визначення чемпіона України) і більше команд місця визначаються за такими показниками:
- більша кількість набраних очок в усіх матчах;
- більша кількість перемог в усіх матчах;
- краща різниця забитих і пропущених м'ячів в усіх матчах;
- більша кількість забитих м'ячів в усіх матчах;
- більша кількість набраних очок у матчах між собою;
- більша кількість перемог у матчах між собою;
- краща різниця забитих і пропущених м'ячів у матчах між собою;
- більша кількість забитих м'ячів у матчах між собою;
- більша середня оцінка у конкурсі «Чесна гра» (за результатами усіх матчів).

## Кубок
| 13 вересня 2008 17:00 |

| Зірка (Кропивницький) | 0:1      | «Ворскла» (Полтава) |
| --------------------- | -------- | ------------------- |
|                       | Протокол | Ярмаш Григорій 43'  |

| Кропивницький, стадіон Зірка (стадіон) Глядачів: 6100 Арбітр: Сергій Бойко (Іванків) |

| 28 жовтня 2008 13:00 |

| Оболонь (Київ)    | 1:4 | «Ворскла» (Полтава)                                                                      |
| ----------------- | --- | ---------------------------------------------------------------------------------------- |
| Онисько Павло 14' |     | Кулаков Денис 17' Лозінський Євгеній автогол 77' Кравченко Сергій 81' Сачко Василь 90+2' |

| Київ, стадіон Оболонь Глядачів: 1000 Арбітр: Родіоненко Михайло |

| 12 листопада 2008 18:00 |

| Металург (Донецьк) | 0:1      | «Ворскла» (Полтава) |
| ------------------ | -------- | ------------------- |
|                    | Протокол | Кравченко 2'        |

| Донецьк, стадіон Металург Глядачів: 1500 Арбітр: Сергій Задіран (Дніпро) |

| 22 квітня 2009 18:00 |

| Металіст (Харків) | 0:0      | «Ворскла» (Полтава) |
| ----------------- | -------- | ------------------- |
|                   | Протокол |                     |

| Харків, стадіон ОСК «Металіст» Глядачів: 17 000 Арбітр: Олег Деревинський (Київ) |

| 15 травня 2009 18:00 |

| «Ворскла» (Полтава) | 2:0      | Металіст (Харків) |
| ------------------- | -------- | ----------------- |
| Сачко 12' Сачко 31' | Протокол |                   |

| Полтава, стадіон Ворскла Глядачів: 15 000 Арбітр: Ігор Іщенко (Київ) |

| 31 травня 2009 17:00 |

| «Ворскла» (Полтава) | 1:0      | «Шахтар» (Донецьк) |
| ------------------- | -------- | ------------------ |
| Сачко 50'           | Протокол |                    |

| Дніпропетровськ, стадіон «Дніпро» Глядачів: 25 700 Арбітр: Віталій Годулян (Одеса) |